# داروهای ضد سبوره
داروهای ضد سبوره داروهایی هستند که در درمان درماتیت سبوره‌ای مؤثر هستند. سلنیوم سولفاید، پیریتون زینک، کورتیکواستروئیدها، ضد قارچ‌های ایمیدازولی و اسید سالیسیلیک از جمله داروهای رایج در درمان سبوره هستند.

## داروی ایده‌آل ضد سبوره
یک داروی خوب ضد سبوره سر باید دارای ویژگی‌های زیر باشد:
- باعث مسمویت نشود.
- خارش را تسکین دهد.
- باعث خشکی بیش از حد پوست نشود.
- اثر ضد باکتری و ضد قارچ داشته باشد.

## داروهای اختصاصی ضد سبوره

### سلنیوم سولفاید
[[سلنیوم سولفاید]] موجب کاهش سرعت تکثیر اپیدرم (لایه خارجی پوست) می‌شود. این دارو همچنین قارچ پیتروسپوریم اوال را نابود می‌کند. همچنین دارای اثر کراتولیتیک می‌باشد. از اثرات شناخته شده سلنیوم سولفاید کاهش خشکی پوست سر و فولیکولیت (التهاب ریشه مو) می‌باشد. اگر روی پوست ملتهب استفاده شود، سمیت دارویی در تمام بدن می‌تواند ظاهر شود. امکان بروز واکنش حساسیت شدید در برخی افراد وجود دارد.

### پیریتیون زینک
همانند سلنیوم سولفاید، پیریتیون زینک [یک مجموعه (فلز) روی با دو آنیون پیرتیون شلات شده] باعث کاهش ریزش اپیدرم و جلوگیری از رشد قارچ می‌شود.  برای دستیابی به نتیجه بهتر پیریتیون زینک اغلب با کتوکونازول تجویز می‌شود. علائم درماتیت سبوره ای حتی پس از مصرف طولانی مدت دارو به‌طور کامل برطرف نمی‌شوند.

### کورتیکواستروئیدها
از استروئیدهای موضعی برای تسکین علائم درماتیت سبورئیک استفاده می‌شود. این داروها باعث بهبودی درماتیت سبوره ای شده و همچنین اثر ضد قارچ دارند. مشکل استفاده از این داروها میزان بالای عود بیماری پس از قطع دارو می‌باشد. استفاده طولانی مدت می‌تواند باعث تأخیر در بهبود زخم‌ها شود.

### ضد قارچهای گروه ایمیدازول
فقط چند تا از داروهای ضد قارچ ایمیدازولی در درمان درماتیت سبوره ای مؤثر می‌باشند. کتوکونازول موثرترین داروی ضد قارچ ایمیدازولی در درمان قارچ پیتروسپیریوم اوال می‌باشد. این ماده به دو صورت خوراکی و موضعی موجود است. همچنین به صورت کرم، ژل و قرص نیز قابل تهیه است. برخلاف سایر داروها، باعث تحریک پوست یا حساسیت به نور (فوتو توکسیسیتی) نمی‌شود. داروی کلوتریمازول نیز در درما درماتیت سبوره ای استفاده می‌شود.

### داروهای دیگر
سایر داروها مانند گوگرد و رزورسینول نیز در درمان درماتیت سبوره ای مفید شناخته شده‌اند. این داروها دارای خواص کراتولیتیک و ضد عفونی کننده هستند که به درمان سبوره کمک می‌کنند. سالیسیلیک اسید اثر خفیفی در درمان سبوره دارد.